# Primeiro Consistório Ordinário Público de 1834

## Cardeais Eleitores
| Nº                 | País               | Nome                   | Idade              | Cargo                                 | Título ou Diaconia                             |
| Cardeais eleitores | Cardeais eleitores | Cardeais eleitores     | Cardeais eleitores | Cardeais eleitores                    | Cardeais eleitores                             |
| ------------------ | ------------------ | ---------------------- | ------------------ | ------------------------------------- | ---------------------------------------------- |
| 1                  | Itália             | Giacomo Luigi Brignole | 36                 | tesoureiro geral da Câmara Apostólica | Cardeal-presbítero de São João na Porta Latina |
| 2                  | Itália             | Nicola Grimaldi        | 65                 | vice-camerlengo                       | Cardeal-diácono de São Nicolau no Cárcere      |